# Friedrich Keubler-Böhm
Friedrich Keubler-Böhm (* 2. September 1858 in Molmerswende; † 4. Dezember 1942 ebenda) war ein deutscher Politiker. Er vertrat die Deutsche Volkspartei in der 1. Wahlperiode im Deutschen Reichstag.

## Leben
Nach dem Besuch der Realschule in Aschersleben und der Landwirtschaftlichen Schule in Merseburg war er einige Jahre auf dem Gut Vitzenburg des Grafen von der Schulenburg und auf der Domäne Breitungen der Grafen zu Stolberg-Roßla praktisch tätig. Anschließend übernahm der in Molmerswenda den väterlichen Bauernhof.
In seinem Heimatort war er an der Gründung des landwirtschaftlichen Vereins beteiligt, wurde Mitbegründer des Landbundes und Vorsitzender der Ortsgruppe Molmerswenda sowie Vorsitzender des Bezirksverbandes. Ferner übernahm der den Vorsitz des Harzviehzuchtverbandes für die preußische Provinz Sachsen und war Mitbegründer und Vorsitzender des Kuratoriums der landwirtschaftlichen Winterschule Wippra.
1920 zog er in den Deutschen Reichstag ein.